# Öllegård Arbin
Märta Ebba Öllegård Arbin Eriksdotter Åkerhielm af Margrethelund, född 22 november 1899 i Jönköping, död 16 maj 1998 i Stockholm, var en svensk målare.
Hon var dotter till majoren Erik Hjalmar Åkerhielm och Hulda Rosa Hilma Adèle Tigerhielm och gift med kyrkoherden Erik Arbin. Hon var mor till Ingrid Stålfors Olausson och Gunnel Arbin. Hon studerade vid Tekniska skolan i Jönköping och vid Althins målarskola i Stockholm. Hon utförde ett större antal porträtt bland annat av generalkonsul Christer Uggla och direktör Gustaf Lind. Hon signerade sina verk med Öllegård.